# Ecaterina Arbore

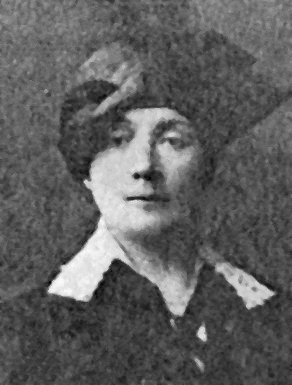
Ecaterina Arbore

Ecaterina Arbore (russisch Екатерина Арборе; * 16. Oktober 1875 in Genf; † 2. Dezember 1937 in Tiraspol) war eine rumänisch-sowjetische Medizinerin, Schriftstellerin und Politikerin.  Im Zuge des Großen Terrors in der Sowjetunion wurde sie verhaftet und 1937 hingerichtet.

## Leben
Arbore war die Tochter des Schriftstellers und Journalisten Zamfir Ralli-Arbore, der 1879 die rumänische Staatsbürgerschaft annahm. Ihr griechischer Urgroßvater Samfir Ralli hatte 1821 auf seinem bessarabischen Landsitz Dolna (Rajon Strășeni) den nach Bessarabien verbannten Alexander Puschkin aufgenommen. Sie studierte an der Medizinischen Fakultät der Universität Bukarest. Nach einem Studienaufenthalt am Pariser Institut Pasteur studierte sie zwei Jahre lang in St. Petersburg an der Medizinisch-Chirurgischen Akademie.
Nach dem Studium arbeitete Arbore in Bukarest in einem Krankenhaus für Waisenkinder. Sie beschäftigte sich mit Problemen der Arbeitshygiene und der Ausbreitung der Tuberkulose bei Arbeitern und setzte sich für die Organisation von Gegenmaßnahmen ein. 1907 veröffentlichte sie eine erste rumänische Arbeit über den Gesundheitszustand der Industriearbeiter. Sie arbeitete mit den Redaktionen der Zeitung România muncitoare und der Zeitschrift Amicul copiilor zusammen und veröffentlichte revolutionäre Artikel in der Zeitschrift Красная Бессарабия (Krasnaia Bessarabia - din rusă Basarabia Roșie).
Bereits während der Studienzeit hatte sich Arbore der sozialistischen Bewegung angeschlossen. 1903 wurde sie in das Exekutivkomitee des Partidul Socialist din România (PSR) zur Vorbereitung des VI. Kongresses 1904 der II. Internationale gewählt. Sie führte eine Kampagne für die soziale Sicherheit der Industriearbeiter, die von der Tuberkulose bedroht waren. Nach der Oktoberrevolution wurde sie nach Sowjetrussland geschickt und trat 1919 in die Kommunistische Partei Russlands (B) ein. Sie arbeitete publizistisch und im Gesundheitsdienst der Ukrainischen Sozialistischen Sowjetrepublik und studierte an der Kommunistischen Universität der nationalen Minderheiten des Westens in Petrograd. Sie stand im Kontakt mit Wladimir Galaktionowitsch Korolenko. Sie kehrte dann nach Rumänien zurück, wurde verhaftet und 1924 ausgewiesen.
Arbore nahm als Delegierte der Rumänischen Kommunistischen Partei (KPR) am V. Kominternweltkongress 1924 teil. Sie wurde in das Revolutionskomitee der Moldauischen Autonomen Sozialistischen Sowjetrepublik (ASSR) gewählt sowie zur Vizevolkskommissarin für Gesundheitsfürsorge und zur Volkskommissarin für die Arbeiter- und Bauerninspektion der Moldauischen ASSR. Ende der 1920er Jahre wurde sie des Trotzkismus verdächtigt und verlor ihre Ämter. 1929 besuchte sie der Schriftsteller Panait Istrati und würdigte ihre Verdienste um das Gesundheitswesen. 1931 nahm sie am V. Kongress der Auslands-KPR in Moskau und Charkow teil.
Am 20. September 1937 während des Großen Terrors wurde Arbore verhaftet und am 2. Dezember 1937 von der NKWD-Troika nach Artikel 58 des Strafgesetzbuches der RSFSR zum sofortigen Tod durch Erschießen verurteilt. 1968 wurde sie von den sowjetischen Behörden und auch von den rumänischen Behörden rehabilitiert, wobei Nicolae Ceaușescu die damaligen sowjetischen Maßnahmen verurteilte.
Die Malerin Nina Arbore war Arbores jüngere Schwester.